# Susan le Jeune d’Allegeershecque

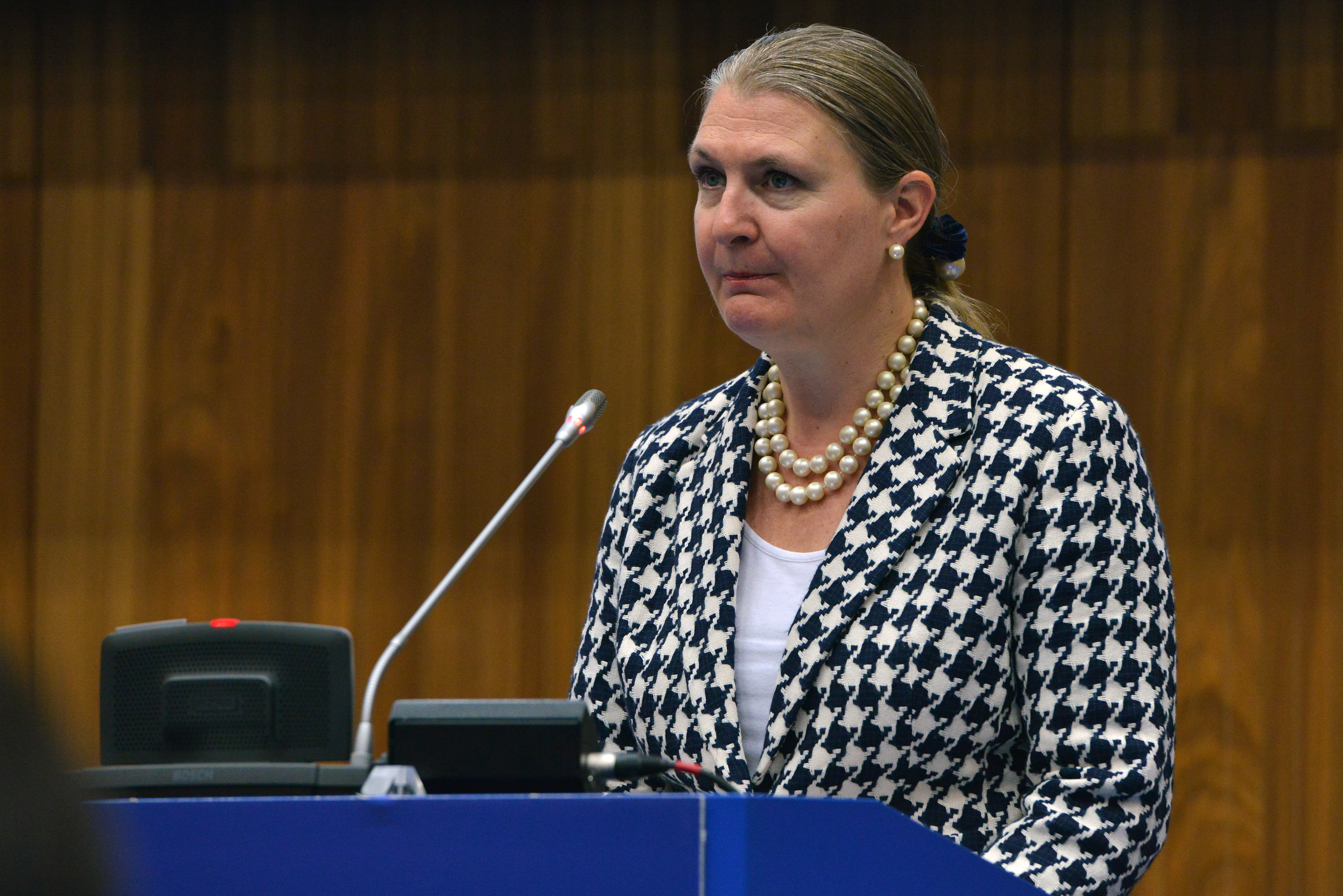
Susan le Jeune d’Allegeershecque (2014)

Susan Jane le Jeune d’Allegeershecque CMG OStJ (* 29. April 1963 als Susan Jane Miller) ist eine britische Diplomatin.

## Karriere
Le Jeune d’Allegeershecque besuchte zunächst die Ipswich High School for Girls und studierte danach an der University of Bristol. 1985 trat sie in den diplomatischen Dienst ein und arbeitete zunächst vorrangig im britischen Außenministerium in London, dem Foreign, Commonwealth and Development Office. Erste Auslandseinsätze hatte sie in kleineren Funktionen an der britischen Botschaft bei der EU in Brüssel und an der britischen Botschaft Singapur. Zwischen 1999 und 2002 war sie Deputy Head of Mission an der britischen Botschaft Caracas und anschließend bis 2005 in der gleichen Funktionen an der britischen Botschaft Bogota. Danach war sie bis 2007 Counsellor und Generalkonsulin an der britischen Botschaft Washington.
2007 kehrte sie nach London zurück und übernahm im Außenministerium die Position der Personaldirektorin. 2012 wurde sie zur britische Botschafterin in Österreich berufen und war damit ex officio auch die britische Vertreterin bei den in Wien ansässigen Organisationen der Vereinten Nationen. 2016 war sie für einige Monate geschäftstragende britische Botschafterin in Frankreich. 2017 wurde sie zur britischen Hochkommissarin in Kanada ernannt, ein Posten, den sie 2021 verließ. Noch im selben Jahr wurde sie zur Generalsekretärin des Order of Saint John ernannt.
Le Jeune d’Allegeershecque ist verheiratet und hat zwei Kinder.

## Auszeichnungen
- 2009: Companion des Order of St Michael and St George (CMG)[4]
- 2022: Officer des Order of Saint John (OStJ)[5]